# Arthrorhaphis fuscoreagens
Arthrorhaphis fuscoreagens är en lavart som först beskrevs av Vain., och fick sitt nu gällande namn av Poelt. Arthrorhaphis fuscoreagens ingår i släktet Arthrorhaphis och familjen Arthrorhaphidaceae.   Inga underarter finns listade i Catalogue of Life.